# La Guardia de Jaén
La Guardia de Jaén là một đô thị trong tỉnh Jaén, Tây Ban Nha. Theo điều tra dân số 2007 (INE), đô thị này có dân số là 3678 người.